# Listă de dramaturgi elvețieni
Listă de dramaturgi elvețieni:

## A
- Johannes Aal
- Jürg Amann

## B
- Lukas Bärfuss
- Igor Bauersima

## C
- Dominique Caillat

## D
- Friedrich Dürrenmatt

## F
- Max Frisch

## G
- Marcel Gerbidon

## K
- Gottfried Keller

## L
- Margrit Läubli
- Hugo Loetscher

## O
- Arnold Ott

## P
- Oscar Peer

## R
- Milo Rau
- Hans von Rüte

## S
- Johannes Salat
- Ursula Schaeppi
- Hansjörg Schneider
- Jörg Schneider
- Carl Spitteler
- Peter Stamm

## V
- Jean-Pierre Vallotton

## W
- Robert Walser

## Z
- Peter Zeindler

## Vezi și
- Listă de piese de teatru elvețiene
- Listă de piese de teatru germane
- Listă de dramaturgi
- Listă de dramaturgi germani
- Listă de scriitori elvețieni